# دیبلایش
دیبلایش (به آلمانی: Dieblich) یک شهر در آلمان است که در ماین-کبلنتس واقع شده‌است. دیبلایش ۲٬۴۲۶ نفر جمعیت دارد.